# Antoine Jorissen
Antoine Jorissen (Leuven, 6 november 1884 – Herent, 9 januari 1962) was een Belgisch kunstschilder, beeldhouwer en medailleur. Hij was de zoon van Ange (Engel) Jorissen, leerlooier en Susanne-Philomène Vandermeeren.

## Levensloop
Jorissen kreeg zijn eerste opleiding aan de Kunstacademie in Leuven. Hij leerde er de boetseerkunst bij Gerard Vander Linden (1830-1911). Later vervolmaakte hij zich te Brussel bij Victor Rousseau (1865-1954). Gedurende al die tijd werkte hij ook in het atelier van Frantz Vermeylen jr., waar hij in contact kwam met de medailleerkunst.
Via Omer Dierickx (1862-1939), leraar schilderen aan de Leuvense Academie, begon hij zich ook voor die kunstdiscipline te interesseren. In 1909 trok Jorissen naar Parijs om zich te vervolmaken bij de schilder Louis Anquetin (1861-1932) en kopieerde hij er oude meesterwerken in het Louvre. In 1913 waagde hij zonder gevolg zijn kans in de Romeprijs voor Schilderkunst.
Bij het uitbreken van de Eerste Wereldoorlog nam hij als vrijwilliger dienst in het 1ste linieregiment. Hij verkreeg zijn eervol ontslag in 1919.
In 1919 nam hij deel aan de Romeprijs voor Beeldhouwkunst. De proef was een bas-reliëf “Apollo bekoort de Herders met zijn zang”. Ook nu viel hij buiten de prijzen.
Vanaf 1921 tot zijn opruststelling in 1955 was hij leraar tekenen aan de Leuvense Academie. Hij werd er nooit leraar beeldhouwen : deze lesopdracht werd vanaf 1934 waargenomen door Oscar De Clerck, zelf ook beeldhouwer én medaillekunstenaar.
Vooral in de regio Leuven genoot Jorissen bekendheid en na de beide Wereldoorlogen kreeg hij tal van opdrachten voor de oprichting van monumenten ter herinnering aan de gesneuvelden (o.a. te Herent en in de Ardense gemeente Ave et Auffe). Daarnaast werd hij belast met bestellingen voor kruiswegen (o.a. voor het Mariapark aan de Tervuursevest) en andere religieuze taferelen (Zeven Smarten en Zeven Vreugden van Jozef voor de Paters H.H. Harten van Jezus en Maria, beter bekend als Paters Picpussen).
Jorissens meest bekende monument in het Leuvense is het gedenkteken voor Albert I aan de Koning Albertlaan, dat in 1952 werd ingehuldigd.
Hij was ook de beeldhouwer van een aantal kleine kinderkopjes en grotere beelden waaruit ingehouden kracht spreekt, zoals “De Zielesmart” en “Ten aanval”.
Tot zijn leerlingen behoorden beeldende kunstenaars zoals Louis Smeyers.

## Medaillekunstenaar
Na de dood van Franzt Vermeylen jr. (1922) werd Jorissen de vaste leverancier van penningen aan de Leuvense katholieke kringen (vooral de universiteit). Zijn medaillekunst werd op de Internationale Numismatische Tentoonstelling te Madrid in 1951 bekroond.
Enkele voorbeelden van zijn (herinnerings)medailles zijn :
- Viering François Collard, professor in de pedagogie en de klassieke Germaanse en Romaanse filologie aan de Leuvense Universiteit (1925)
- Stichting College Cardinal Mercier te Eigenbrakel (1926)
- Paus Pius XI (1928)
- Viering Jules De Becker, rector van het Amerikaans College 1928
- Viering Jacques Forget, professor in de godgeleerdheid en oosterse talen aan de Leuvense Universiteit (1928)
- Viering Albin Van Hoonacker, professor in de oudtestamentische exegese aan de Leuvense Universiteit (1928)
- Viering van Leon Boels, voorzitter C.O.O. Leuven (1928)
- Viering Rufin Schokaert, professor in de verloskunde 1932
- Viering Richard Bruynoghe, hoofd bacterologisch instituut Leuvense Universiteit (1945)
- Viering René Maere, professor in de archeologie aan de Leuvense Universiteit (1947)
- Jésus-Christ Roi de la Paix
- Driehonderdste geboorteverjaardag Jan Palfijn (1950)
- Bekroningsplaket van het Davidsfonds (1956)
- Benoeming van Arthur Janssen tot huisprelaat van de paus (1956)

Jorissen stelde tentoon in Leuven in eigen atelier (Brouwersstraat 10) (1932), verder ook bij verscheidene groepstentoonstellingen met de Royal Cercle Artistique de Louvain (1926-1942), te Brussel in het Paleis van Schone Kunsten (1934) en te Luxemburg (1947).
Hij werd tot ridder in de Orde van Leopold II benoemd.

## Musea
- Brussel, Koninklijke Bibliotheek Albert I, Munten- en Penningenkabinet
- Leuven, Stedelijke Musea
- Leuven, Katholieke Universiteit Leuven